# 縣站
縣站（日语：／ Agata eki */?）是一個位於栃木縣足利市縣町，屬於東武鐵道伊勢崎線的鐵路車站。車站編號是TI 12。

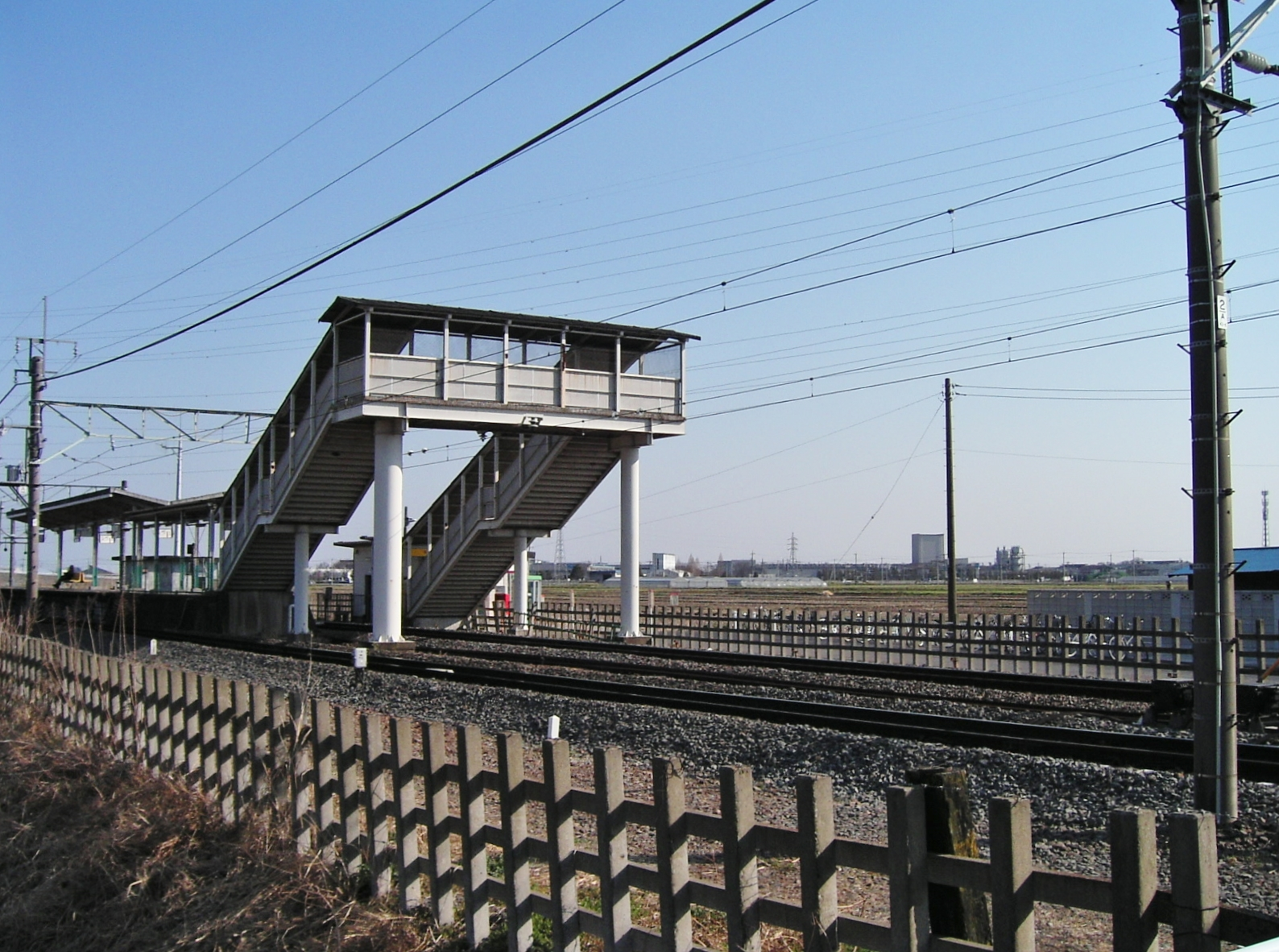
車站全景（2007年3月）

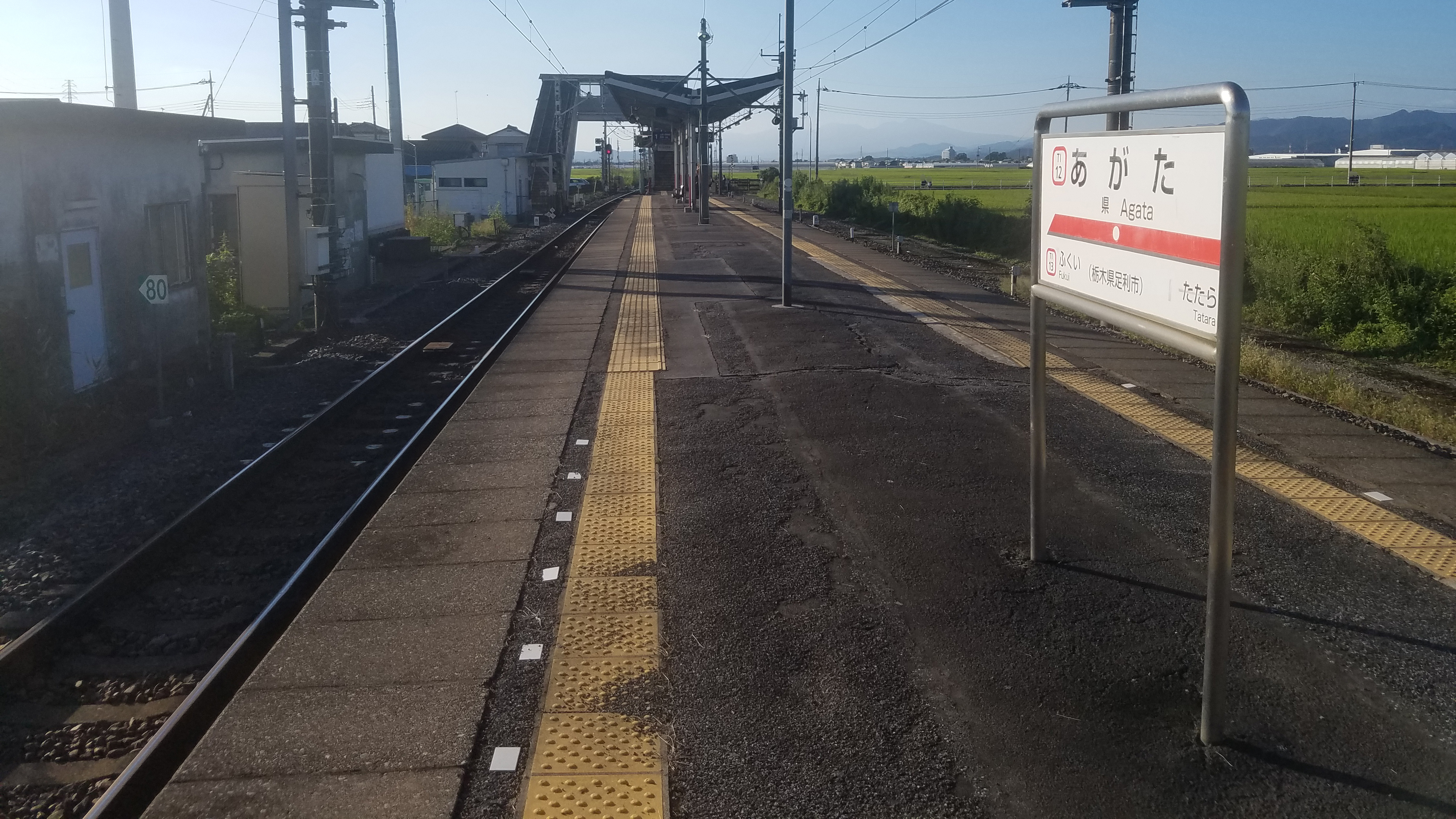
月台（2021年9月）

## 歷史
- 1928年（昭和3年）5月1日 - 車站啟用。
- 1973年（昭和48年）9月1日 - 車站無人化，改為簡易委託車站。
- 2012年（平成24年）3月17日 - 導入車站編號。

## 車站結構
島式月台1面2線的地面車站。站房位於線路南側，設有廁所，另有天橋通往月台。
本站是無人車站，站內設有PASMO簡易驗票機。

### 月台配置
| 月台 | 路線     | 方向 | 目的地                                                  |
| ---- | -------- | ---- | ------------------------------------------------------- |
| 1    | 伊勢崎線 | 下行 | 足利市、太田方向                                        |
| 2    | 伊勢崎線 | 上行 | 館林、久喜、 東武晴空塔線 北千住、 東京晴空塔、淺草方向 |

## 使用情況
2018年度1日平均上下車人次為624人。近年1日平均上下車人次的推移如下表｡
| 年度               | 1日平均上下車人次 |
| ------------------ | ----------------- |
| 2000年（平成12年） | 477               |
| 2001年（平成13年） | 395               |
| 2002年（平成14年） | 377               |
| 2003年（平成15年） | 400               |
| 2004年（平成16年） | 380               |
| 2005年（平成17年） | 418               |
| 2006年（平成18年） | 405               |
| 2007年（平成19年） | 417               |
| 2008年（平成20年） | 415               |
| 2009年（平成21年） | 407               |
| 2010年（平成22年） | 422               |
| 2011年（平成23年） | 446               |
| 2012年（平成24年） | 490               |
| 2013年（平成25年） | 556               |
| 2014年（平成26年） | 566               |
| 2015年（平成27年） | 562               |
| 2016年（平成28年） | 550               |
| 2017年（平成29年） | 582               |
| 2018年（平成30年） | 624               |

## 車站周邊
車站周邊是田園地帶，僅有少數幾間民家。
- 栃木縣立足利南高等學校（日语：栃木県立足利南高等学校）
- 足利市立筑波小學校
- 足利市筑波公民館
- 足利筑波郵便局
- 國道50號

## 相鄰車站
東武鐵道
 伊勢崎線
■區間急行、■區間準急（平日只有1班上行列車）、■普通
多多良（TI 11）－縣（TI 12）－福居（TI 13）

## 外部連結
- 縣（車站資訊） - 東武鐵道